# Goera hageni
Goera hageni är en nattsländeart som först beskrevs av Barnard 1934.  Goera hageni ingår i släktet Goera och familjen grusrörsnattsländor. Inga underarter finns listade i Catalogue of Life.